# برناردو (بازیکن فوتبال، زاده ۱۹۶۵)
برناردو فرناندز دا سیلوا (۲۰ آوریل ۱۹۶۵) یک بازیکن فوتبال اهل برزیل است. وی در تیم ملی فوتبال برزیل بازی کرده است.